# Goričane
Goričane – wieś w Słowenii, w gminie Medvode. W 2018 roku liczyła 518 mieszkańców.